# Festival Eurovisão de Jovens Músicos
O Festival Eurovisão de Jovens Músicos (em francês: L'Eurovision des Jeunes Musiciens, em inglês: Eurovision Young Musicians), frequentemente abreviado como EYM, ou simplesmente Young Musicians, é um concurso bienal de música clássica destinado a músicos europeus com idades compreendidas entre os 12 e os 21 anos. O concurso é organizado pela União Europeia de Radiodifusão (UER) e transmitido pela televisão em toda a Europa, com alguns países a realizarem selecções nacionais para escolherem os seus representantes no concurso.

## História
A ideia de organizar um evento para jovens músicos foi proposta durante uma assembleia de membros da UER em Genebra, em março de 1980. Inspirada pelo êxito do concurso «BBC Young Musician of the Year», lançado em 1978, a UER optou pela criação do concurso em 1982.
A primeira edição da Eurovisão de Jovens Músicos realizou-se em Manchester, no Reino Unido, a 11 de maio de 1982, com a participação de seis países. O concurso foi ganho por Markus Pawlik, da Alemanha Ocidental, que tocou piano.
A Áustria é o país mais bem sucedido no concurso dos jovens músicos, tendo ganho seis vezes, respetivamente em 1988, 1998, 2002, 2004, 2014 e 2024, e foi anfitriã do concurso num número recorde de seis vezes.

## Instrumentos tocados e suas primeiras aparições
Em 1994, foi autorizada a utilização de instrumentos de percussão, a par das categorias existentes de teclado, cordas, metais e sopros. Desde a sua introdução, a atribuição de instrumentos de percussão aumentou o interesse dos jovens pelo concurso.
A lista contém apenas os instrumentos tocados nas finais televisionadas; não estão incluídos os instrumentos tocados nas rondas preliminares ou nas meias-finais.
| N.º | Instrumento              | Primeira aparição | País          | Primeiro músico     |
| --- | ------------------------ | ----------------- | ------------- | ------------------- |
| 1   | Piano                    | 1982              | Reino Unido   | Anna Markland       |
| 2   | Clarinete                | 1982              | França        | Paul Meyer          |
| 3   | Violino                  | 1982              | Noruega       | Atle Sponberg       |
| 4   | Viola                    | 1984              | França        | Sabine Toutain      |
| 5   | Violoncelo               | 1984              | Suíça         | Martina Schuchen    |
| 6   | Trompa de caça           | 1988              | Reino Unido   | David Pyatt         |
| 7   | Acordeão                 | 1990              | Bélgica       | Christophe Delporte |
| 8   | Harmónica                | 1992              | Espanha       | Antonio Serrano     |
| 9   | Trombone                 | 1994              | Suíça         | David Bruchez       |
| 10  | Órgão                    | 1994              | Dinamarca     | Frederik Magle      |
| 11  | Instrumento de percussão | 1998              | Reino Unido   | Adrian Spillett     |
| 12  | Contrabaixo              | 2000              | Hungria       | Ödön Rácz           |
| 13  | Trompete                 | 2000              | França        | David Guerrier      |
| 14  | Harpa                    | 2000              | Países Baixos | Gwyneth Wentink     |
| 15  | Saxofone                 | 2004              | Alemanha      | Koryun Asatryan     |
| 16  | Oboé                     | 2006              | Suíça         | Simone Sommerhalder |
| 17  | Flauta                   | 2006              | Áustria       | Daniela Koch        |
| 18  | Cimbalom                 | 2012              | Bielorrússia  | Alexandra Denisenya |
| 19  | Fagote                   | 2012              | Chéquia       | Michaela Špačková   |
| 20  | Kanun                    | 2012              | Arménia       | Narek Kazazyan      |
| 21  | Guitarra                 | 2014              | Malta         | Kurt Aquilina       |
| 22  | Flauta de bisel          | 2014              | Países Baixos | Lucie Horsch        |
| 23  | Contrabaixo              | 2016              | Áustria       | Dominik Wagner      |
| 24  | Tamburica                | 2016              | Croácia       | Marko Martinović    |
| 25  | Eufónio                  | 2024              | Suíça         | Valerian Alfaré     |

## Formato
Cada país é representado por um jovem músico talentoso que interpreta uma peça de música clássica da sua escolha, acompanhado pela orquestra local da emissora anfitriã, e um júri, composto por peritos internacionais, decide quais os três melhores participantes. De 1986 a 2012 e novamente em 2018, realizou-se uma ronda semifinal alguns dias antes do concurso, tendo o júri decidido também quais os países qualificados para a final.
Em 2014, realizou-se uma ronda preliminar, em que o júri pontuou cada músico e cada atuação, mas todos os países participantes se qualificaram automaticamente para a final. Esperava-se que a fase de eliminação das meias-finais do concurso regressasse em 2016. No entanto, as meias-finais foram posteriormente eliminadas devido ao reduzido número de países participantes nesse ano.

## Países participantes
Os participantes elegíveis incluíam inicialmente os membros activos (por oposição aos membros associados) da UER. Os membros activos são os Estados que fazem parte da Área Europeia de Radiodifusão ou os Estados-Membros do Conselho da Europa.

Participação desde 1982:
Participou pelo menos uma vez.
Nunca participou, embora seja elegível.
Competiu como parte de outro país (Jugoslávia), mas nunca soberanamente.

| Ano  | País que faz a sua estreia na competição                    |
| ---- | ----------------------------------------------------------- |
| 1982 | Áustria França Alemanha Noruega Suíça Reino Unido           |
| 1984 | Finlândia Países Baixos                                     |
| 1986 | Bélgica Dinamarca Irlanda Israel Itália Suécia Jugoslávia   |
| 1988 | Chipre Espanha                                              |
| 1990 | Grécia Portugal                                             |
| 1992 | Hungria Polónia                                             |
| 1994 | Croácia Estónia Letónia Lituânia Macedónia Rússia Eslovénia |
| 1998 | Eslováquia                                                  |
| 2000 | Chéquia Turquia                                             |
| 2002 | Roménia                                                     |
| 2006 | Bulgária Sérvia e Montenegro                                |
| 2008 | Sérvia Ucrânia                                              |
| 2010 | Bielorrússia                                                |
| 2012 | Arménia Bósnia e Herzegovina Geórgia                        |
| 2014 | Malta Moldávia                                              |
| 2016 | San Marino                                                  |
| 2018 | Albânia                                                     |

## Edições
A maior parte das despesas do concurso é coberta por patrocinadores comerciais e por contribuições das outras nações participantes. O concurso é considerado uma oportunidade única para promover o país anfitrião como destino turístico. O quadro seguinte apresenta uma lista das cidades e dos locais que acolheram os Jovens Músicos da Eurovisão, uma ou mais vezes. Com 6 concursos, a Áustria e a sua capital, Viena, foram as cidades que acolheram mais concursos.

Cidades anfitriãs dos Jovens Músicos da Eurovisão

| Um só concurso | Vários concursos |

| Concursos | País          | Cidade      | Local                            | Ano(s)              |
| --------- | ------------- | ----------- | -------------------------------- | ------------------- |
| 6         | Áustria       | Vienna      | Musikverein                      | 1990                |
| 6         | Áustria       | Vienna      | Konzerthaus                      | 1998                |
| 6         | Áustria       | Vienna      | Rathausplatz                     | 2006 2008 2010 2012 |
| 3         | Alemanha      | Berlim      | Konzerthaus Berlin               | 2002                |
| 3         | Alemanha      | Colónia     | Catedral de Colónia              | 2014 2016           |
| 2         | Suíça         | Genebra     | Victória Hall de Genebra         | 1984                |
| 2         | Suíça         | Lucerna     | KKL Luzern                       | 2004                |
| 2         | Reino Unido   | Manchester  | Free Trade Hall                  | 1982                |
| 2         | Reino Unido   | Edimburgo   | The Usher Hall                   | 2018                |
| 2         | Noruega       | Bergen      | Grieghallen                      | 2000                |
| 2         | Noruega       | Bodø        | Stormen, Kulturkvartalet i Bodø  | 2024                |
| 1         | Dinamarca     | Copenhaga   | Radiohuset                       | 1986                |
| 1         | Países Baixos | Amesterdão  | Concertgebouw                    | 1988                |
| 1         | Bélgica       | Bruxelas    | Cirque Royal                     | 1992                |
| 1         | Polónia       | Varsóvia    | Filharmonia Narodowa w Warszawie | 1994                |
| 1         | Portugal      | Lisboa      | Centro Cultural de Belém         | 1996                |
| 1         | França        | Montpellier | Le Corum                         | 2022                |

## Vencedores
A partir de 2024, realizaram-se vinte e uma edições do concurso Eurovisão para Jovens Músicos, um concurso bienal de músicos organizado pelos países membros da União Europeia de Radiodifusão, tendo cada concurso um vencedor. A Áustria é o único país que já obteve uma vitória em casa, com a violinista Lidia Baich a vencer o concurso de 1998 em Viena. A Áustria é também um dos dois únicos países que acolheu o concurso depois de ter vencido o concurso anterior (como foi o caso em 1988 e 2006), juntamente com a Polónia, que acolheu o concurso de 1994 depois de ter vencido a edição de 1992. É o único evento da Eurovisão até à data a ter vários casos em que o mesmo país venceu também o Festival Eurovisão da Canção desse ano (a Alemanha venceu ambos os eventos em 1982 e a Áustria venceu ambos em 2014), e o único caso em que um país acolheu vários grandes eventos da Eurovisão no mesmo ano (o Reino Unido, que acolheu tanto o Festival da Canção de 1982 como o Young Musicians, tornando-se assim a única ocasião em que o mesmo país não só venceu vários eventos da Eurovisão no mesmo ano, como também o fez no mesmo país anfitrião).